# Hsua
Hsua ist eine Gattung ausgestorbener Pflanzen, die aus dem Devon bekannt sind und zu den Zosterophyllopsida, Verwandten der Bärlapppflanzen, gehören. Sie bildet eine eigene Familie Hsuaceae. Der Name der Gattung ehrt den chinesischen Paläobotaniker Jen Hsü.

## Merkmale
Die Hauptachsen von Hsua robusta sind rund einen Zentimeter dick, sie verzweigen sich und bilden Seitenzweige. Die Verzweigung ist dabei pseudomonopodial. Die Spitzen sind bischofstabartig eingerollt (circinat). Die kleinen Seitenzweige werden jeweils knapp oberhalb einer dichotomen Verzweigung der Hauptachse gebildet. Die Seitenzweige stehen in einer Ebene (planar). An der Achsenoberfläche befinden sich keine mehrzelligen Anhänge.  Im Zentrum der Achsen befindet sich eine im Querschnitt elliptische Protostele. Sie ist wahrscheinlich zentrarch, das Protoxylem befindet sich innen, das Xylem reift von innen nach außen. Die Tracheiden besitzen ringförmige sekundäre Wandverdickungen.
An den Seitenzweigen, die sich dichotom verzweigen, befinden sich endständig runde bis nierenförmige Sporangien. Diese öffnen sich mit gleichartigen Klappen.
Die Sporen sind 18 bis 36 Mikrometer groß und trilet, sie haben eine dreistrahlige Narbe.
Der Gametophyt ist unbekannt.
Bei Hsua deflexa war die Hauptachse kriechend, die Seitenachsen standen im rechten Winkel davon ab. Die Achsen besaßen dornige Auswüchse.

## Verbreitung
Hsua robusta ist von recht gut erhaltenen Permineralisationen wie auch von Abdruckfossilien aus der Xujiachong-Formation in Yunnan (China) bekannt, von wo auch die Erstbeschreibung und weitere Arbeiten von  C. S. Li stammen. Auch Hsua deflexa stammt aus dieser Formation. Das Alter der Formation wird mit frühem Devon (Pragium bis Emsium) angegeben.

## Systematik
Die Hsua robusta wurde aufgrund ihrer endständigen Sporangien traditionell in die Familie Cooksoniaceae der Ordnung Rhyniales gestellt. Kenrick und Crane haben aufgrund kladistischer Untersuchungen die Art in eine eigene Familie in der Ordnung Sawdoniales gestellt, da sie bis auf die Sporangienstellung deren Merkmale teilt. Die ursprünglichere Sporangienstellung wird als Umkehr interpretiert.
Lange war nur Hsua robusta bekannt, 2003 wurde Hsua deflexa erstbeschrieben.

## Belege
- Paul Kenrick, Peter R. Crane: The Origin and Early Diversification of Land Plants. A Cladistic Study. Smithsonian Institution Press, Washington D.C. 1997, v. a. S. 334. ISBN 1-56098-729-4
- Thomas N. Taylor, Edith L. Taylor: The Biology and Evolution of Fossil Plants. Prentice Hall, Englewood Cliffs 1993, S. 193. ISBN 0-13-651589-4

## Weiterführende Literatur
- Cheng-Sen Li: Hsua robusta, a new land plant from the Lower Devonian of Yunnan, China. Acta Phytotaxonomica Sinica, S. 8, 1982, S. 331–342.
- Cheng-Sen Li: Hsua robusta, an Early Devonian plant from Yunnan Province, China, and its bearing on some structures of early land plants. Review of Palaeobotany and Palynology, Band 71, 1992, S. 121–147.